# Ред-Лейк-Фолс (Міннесота)
Ред-Лейк-Фолс (англ. Red Lake Falls) — місто (англ. city) в США, в окрузі Ред-Лейк штату Міннесота. Населення — 1339 осіб (2020).

## Географія
Ред-Лейк-Фолс розташований за координатами 47°53′2″ пн. ш. 96°16′23″ зх. д. / 47.88389° пн. ш. 96.27306° зх. д. (47.883973, -96.273032).  За даними Бюро перепису населення США в 2010 році місто мало площу 5,26 км², уся площа — суходіл.

## Демографія

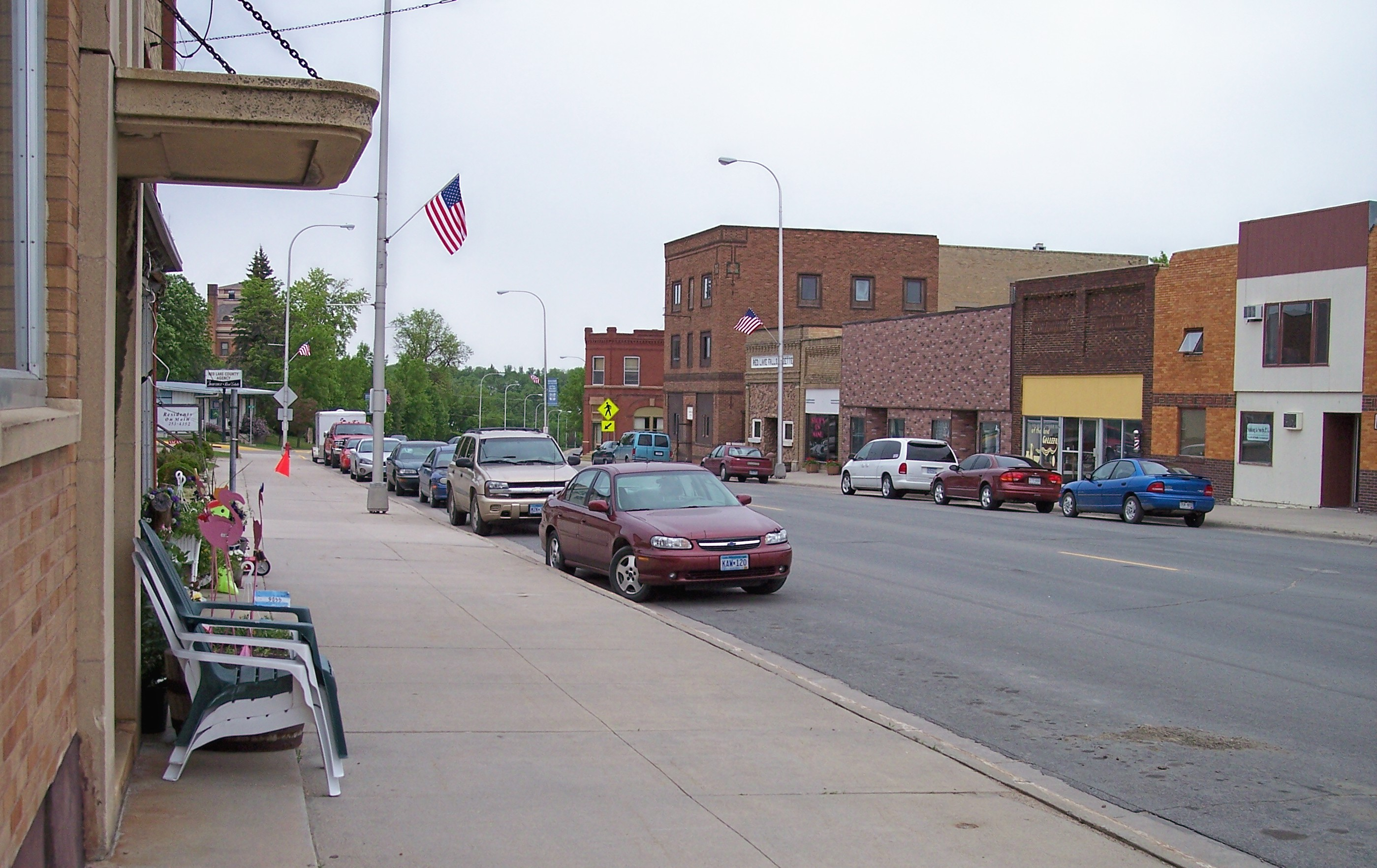
Головна вулиця міста

Згідно з переписом 2010 року, у місті мешкало 1427 осіб у 615 домогосподарствах у складі 366 родин. Густота населення становила 271 особа/км².  Було 670 помешкань (127/км²).
Расовий склад населення:
| - 96,1 % — білих - 0,5 % — корінних американців - 0,4 % — чорних або афроамериканців - 0,3 % — вихідців з тихоокеанських островів |

До двох чи більше рас належало 2,0 %. Частка іспаномовних становила 4,1 % від усіх жителів.
За віковим діапазоном населення розподілялося таким чином: 24,7 % — особи молодші 18 років, 57,6 % — особи у віці 18—64 років, 17,7 % — особи у віці 65 років та старші. Медіана віку мешканця становила 41,2 року. На 100 осіб жіночої статі у місті припадало 97,9 чоловіків;  на 100 жінок у віці від 18 років та старших — 92,3 чоловіків також старших 18 років.
Середній дохід на одне домашнє господарство  становив 57 101 долар США (медіана — 47 000), а середній дохід на одну сім'ю — 71 628 доларів (медіана — 64 583). Медіана доходів становила 42 143 долари для чоловіків та 33 646 доларів для жінок. За межею бідності перебувало 12,7 % осіб, у тому числі 17,7 % дітей у віці до 18 років та 4,8 % осіб у віці 65 років та старших.
Цивільне працевлаштоване населення становило 623 особи. Основні галузі зайнятості: освіта, охорона здоров'я та соціальна допомога — 19,7 %, роздрібна торгівля — 18,3 %, виробництво — 15,7 %.